# Bernhard Sabel

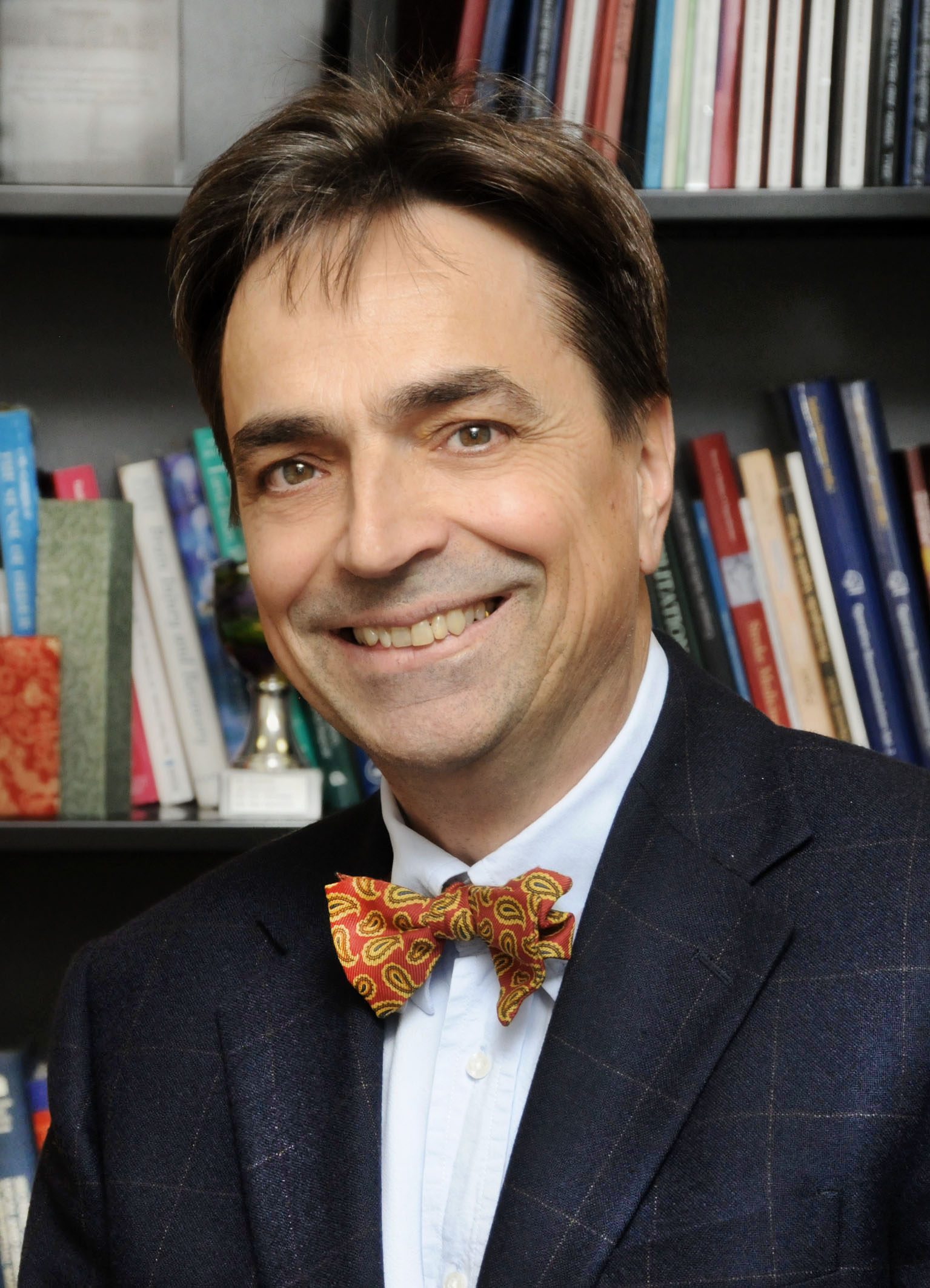
Bernhard Sabel

Bernhard A. Sabel (* 1957 in Trier) ist ein deutscher Neuropsychologe und Hirnforscher. Seine mehr als 30-jährige Forschungsarbeit ist in über 200 Veröffentlichungen dokumentiert und untersucht Behandlungsmöglichkeiten bei Sehbehinderungen durch Aktivierung und Rehabilitation von Restsehleistungen. Sabel leitete das Institut für Medizinische Psychologie an der Otto-von-Guericke-Universität Magdeburg bis September 2023 und ist klinischer Berater des Savir-Centers in Magdeburg.

## Leben
Bernhard Sabel studierte Psychologie an der Universität Trier, der Universität Düsseldorf und an der Clark University in Worchester, Massachusetts (USA).
1984 promovierte er und war nach Forschungsaufenthalten in den USA am Massachusetts Institute of Technology (MIT) wissenschaftlicher Mitarbeiter am Institut für Medizinische Psychologie der Ludwig-Maximilians-Universität München.
Im Jahr 1988 folgte die Habilitation bei Ernst Pöppel und 1991 ein Aufenthalt als "Visiting Neuroscientist" an der Harvard Medical School in Boston.
Seit 1992 hatte Sabel den Lehrstuhl für Medizinische Psychologie an der Otto-von-Guericke Universität Magdeburg inne und ist seit September 2023 emeritiert. In dieser Zeit war er u. a. Gastprofessor an der Princeton University (USA), der Emory University (USA),  der Chinesischen Akademie der Wissenschaften sowie der Capital Medical University in Beijing (China).
Sabel ist seit 1997 Herausgeber der internationalen Wissenschaftszeitschrift "Restorative Neurology and Neuroscience" (IOS-Press). Von 2008 bis 2010 war er Prorektor für Forschung der Otto-von-Guericke-Universität Magdeburg.
2019 erfolgte seine Wahl zum Vorsitzenden des Deutschen Hochschulverbands (DHV), Landesverband-Sachsen Anhalt. Seit 2010 ist Sabel im Board of Governors der International Brain Injury Association (IBIA); und von 2011 bis 2023 Vorstand der "International Society for Low Vision Research and Rehabilitation" in unterschiedlichen Funktionen (Exec. Brd. Member, Secretary, Vize-Präsident).
Sabel ist verheiratet und hat drei Kinder.

## Forschungsleistungen
Sabels Forschungsarbeiten umfassen Untersuchungen zur Plastizität und Reparatur des Gehirns, mit spezieller Fragestellung der Funktionserholung nach partieller Schädigung des visuellen Systems nach Sehnervschäden, Glaukom, Retinitis Pigmentosa, Makuladegeneration, Hirnverletzungen, diabetischer Retinopathie oder Schlaganfall. Zu diesen Themen hat er über 250 wissenschaftliche Artikel publiziert in teils hochrangigen Journalen. Seine Arbeiten wurden über 13.500 mal zitiert (H-Faktor 66) und Inspiration für eine Thriller-Trilogie, für die der Autor Andreas Pflüger 2018 den Deutschen Krimipreis erhielt.

## Forschungsschwerpunkte
Hauptschwerpunkte sind die Diagnose und Behandlung von Sehbehinderten und Blinden mittels Sehtraining und nicht-invasiver Elektrostimulation. Hierdurch wird im Auge und Gehirn die Durchblutung angeregt und inaktive („stumme“) Nervenzellen werden reaktiviert. Die Folge ist eine bessere Synchronisation von Hirnnetzwerken und eine Erholung der Sehleistung. Speziell standen folgende Themen im Vordergrund:
- Mechanismen visueller Plastizität im visuellen Kortex
- Prädiktoren der Erholung von Sehfunktionen
- Entwicklung und Validierung computergestützter Diagnose und Trainingsverfahren für hirngeschädigte Patienten
- Entwicklung und Validierung von Verfahren nicht-invasiver Hirnstimulation mittels Mikrostrombehandlung und Entspannungsverfahren (Augenyoga, Meditation) am SAVIR-Center zur Verbesserung der Sehleistung nach Schädigung von Retina, Sehnerv oder Gehirn. Er hat laufende Kooperationen mit klinischen Zentren in den USA (New York University, Stanford University).

Zweiter Schwerpunkt ist die Erforschung von Fake-Publikationen in der Wissenschaft und ihrer Bekämpfung.

## Mitgliedschaften und Ehrungen

### Mitgliedschaften
- Deutsche Gesellschaft für Medizinische Psychologie (DGMP)
- Deutsche Gesellschaft für Psychologie (DGfP)
- European Neuroscience Association (ENA)
- International Brain Research Organization (IBRO)
- Society for Neuroscience (USA)[16]
- Deutscher Hochschulverband (DHV)[17]
- International Brain Injury Association (IBIA)[18]
- International Society for Low Vision Research and Rehabilitation (ISLRR)[19]

### Auszeichnungen
- Wettbewerb "JUGEND FORSCHT", Sonderpreis Rheinland-Pfalz, 1976
- Research Fellow, The Graduate School, Clark University, 1983–1984
- Stipendiat des DAAD, 1982–84
- Stipendiat der FULBRIGHT-KOMMISSION, 1978–80
- Clark University Exchange Scholar, 1978–80
- Fellowship der International Society for Eye Research, 1992
- Zitierung in "Who´s Who in the World" 1990–2015
- Zitierung in "Who´s Who in Science and Engineering" 1993–2001
- Maria Saveria Cinquegrani-Preis des Verbundes der Innovation Relay Centers (IRC) der Europäischen Gemeinschaft für die beste Innovation in Communication and Information Technologies, Florenz, 2000
- Leonardo da Vinci Award, The World Organization for the Achievement of Human Potential, Philadelphia, 2005
- Science4life, 10. Business Plan Wettbewerb: Frankfurt. 3. Platz im bundesweiten Wettbewerb. 2008 (für EBS Technologies GmbH)
- Venture Lounge Berlin; Gewinner 1. Platz, 2009
- Auszeichnung für innovativstes Start-up-Unternehmen (Leuchtturm des High-Tech-Gründerfonds) durch den Bundesminister für Wirtschaft und Technologie Rainer Brüderle (März 2011)
- "Hai-ju" Award, Beijing Overseas Talents Program, 2012[20]
- Gusi-Peace Prize (Manila, Philippines), 2019[21]

## Ausgewählte Veröffentlichungen
- B.A. Sabel, M.D. Slavin, D.G. Stein: GM1-ganglioside treatment facilitates behavioral recovery from bilateral brain damage. In: Science. Band 225, 1984, S. 340–342, PMID 6740316.
- B.A. Sabel, D.G. Stein: Pharmacological treatment of central nervous system injury. In: Nature. Band 323, 1986, S. 340–342, PMID 3762702.
- B.A. Sabel, R. Engelmann, M.M. Humphrey: In vivo confocal neuroimaging of CNS neurons (ICON). In: Nature medicine. Band 3, 1997, S. 244–2472, PMID 9018248.
- E. Kasten, S. Wüst, W. Behrens-Baumann, B.A. Sabel: Computer-based training for the treatment of partial blindness. In: Nature medicine. Band 4, Nr. 9, 1998, S. 1083–1087, doi:10.1038/2079, PMID 734406.
- D.A. Poggel, E. Kasten, B.A. Sabel: Attentional cueing improves vision restoration therapy in patients with visual field loss. In: Neurology. Band 63, Nr. 11, 2004, S. 2069–2076, PMID 15596752.
- B.A. Sabel, P. Henrich-Noack, A. Fedorov, C. Gall: Vision restoration after brain and retina damage: The "residual vision activation theory". In: Progress in Brain Research. Band 192, 2011, S. 199–262, doi:10.1016/B978-0-444-53355-5.00013-0.
- C. Gall, S. Sgorzaly, S. Schmidt, S. Brandt, A. Fedorov, B.A. Sabel,: Noninvasive transorbital alternating current stimulation improves subjective visual functioning and vision-related quality of life in optic neuropathy. In: Brain Stimulation. Band 4, Nr. 4, 2011, S. 175–188, doi:10.1016/j.brs.2011.07.003.
- B.A. Sabel, A.B. Fedorov, N. Naue, A. Borrmann, C. Herrmann, C. Gall: Non-invasive alternating current stimulation improves vision in optic neuropathy. In: Restorative Neurology and Neuroscience. Band 29, Nr. 6, 2011, S. 493–505, doi:10.3233/RNN-2011-0624.
- M. Bola, C. Gall, C. Moewes, A. Fedorov, H. Hinrichs, B.A. Sabel: Brain functional connectivity network breakdown and restoration in blindness. In: Neurology. 83. 2014, S. 542–551, doi:10.1212/WNL.0000000000000672.
- M. Bola, B.A. Sabel: Dynamic reorganization of brain functional networks during cognition. In: NeuroImage. Band 114, 2015, S. 398–413, doi:10.1016/j.neuroimage.2015.03.057.
- C. Gall, S. Schmidt, M.P. Schittkowski, A. Antal, G. G. Ambrus, W. Paulus, M. Dannhauer, R. Michalik, A. Mante, M. Bola, A. Lux, S. Kropf, S.A. Brandt and B.A. Sabel: Alternating current stimulation for vision restoration after optic nerve damage: a randomized clinical trial. In: PLOS ONE. Band 11, Nr. 6, 2016, doi:10.1371/journal.pone.0156134, PMID 27355577, PMC 4927182 (freier Volltext).
- Z. Wu, B.A. Sabel: Spacetime in the brain: rapid brain network reorganization in visual processing and recovery. In: Scientific Reports. 11:17940. 2021 (nature.com).
- B.A. Sabel: „Wieder sehen“ - Wie Sie Ihr Restsehen aktivieren und besser mit einer Sehstörung leben lernen.- Patientenratgeber. Hrsg.: Amazon. 1. Auflage. 2019, ISBN 978-3-00-059781-7, S. 277.
- B.A. Sabel, E. Knaack, G. Gigerenzer, M. Bilc: Fake Publications in Biomedical Science: Red-flagging Method Indicates Mass Production. medRxiv 2023.05.06.23289563; doi:10.1101/2023.05.06.23289563